# Juliette Dodu
assinatura
Vista da sepultura.
Juliette Dodu (Saint-Denis, ilha Reunião, 15 de junho de 1848 - 28 de outubro de 1909) foi uma espiã francesa, heroína da guerra franco-prusiana de 1870.

## Biografia
Nascida na ilha de Reunião, numa família originaria de Indre, deixou a ilha aos seis anos após que seu pai, um cirugião da marinha francesa, morresse de febre amarela. Alguns anos depois encontrou trabalho como diretora do escritório telegráfica de Pithiviers (departamento de Loiret).
Em torno do ano 1875 começou uma relação amorosa com o barão Félix Hippolyte Larrey, médico chefe do exército francês, filho do célebre Larrey e herdeiro de sua fortuna (seu pequeno castelo em Bièvres).
Baixo o pseudónimo de Lipp, Juliette publicou em 1891 um livro consagrado a George Sand, l'Eternel Roman. Morreu em 1909 em casa do seu cunhado, o pintor Odilon Redon.

## Uma heroína?
Durante a Guerra franco-prusiana de 1870 Juliette atingiria sua fama. Os exércitos prusianos invadiram Pithiviers a 20 de setembro de 1870. O escritório de telégrafo foi confiscada e a família Dodu foi relegada ao primeiro andar da mansão. Juliette, que então tinha 22 anos, teve a ideia de fazer uma derivação do fio do telégrafo que passava pela sua habitação. Como tinha conservado um aparelho receptor pôde interceptar as transmissões dos prusianos cada vez que os ocupantes recebiam ou enviavam mensagens.
Durante dezassete dias, a jovem criolla enviou as mensagens interceptadas às autoridades francesas sem que os prusianos suspeitassem nada. Graças a seus relatórios salvou a vida dos soldados do geral Aurelle de Paladines. Os prusianos terminaram descobrindo a derivação telegráfica que Juliette tinha instalado em sua habitação e a conduziram ante um tribunal militar. Foi condenada a morte. Felizmente, assinou-se o armisticio entre França e Prusia antes de que fora executada e foi amnistiada pelo príncipe Federico Carlos da Prússia e libertada.

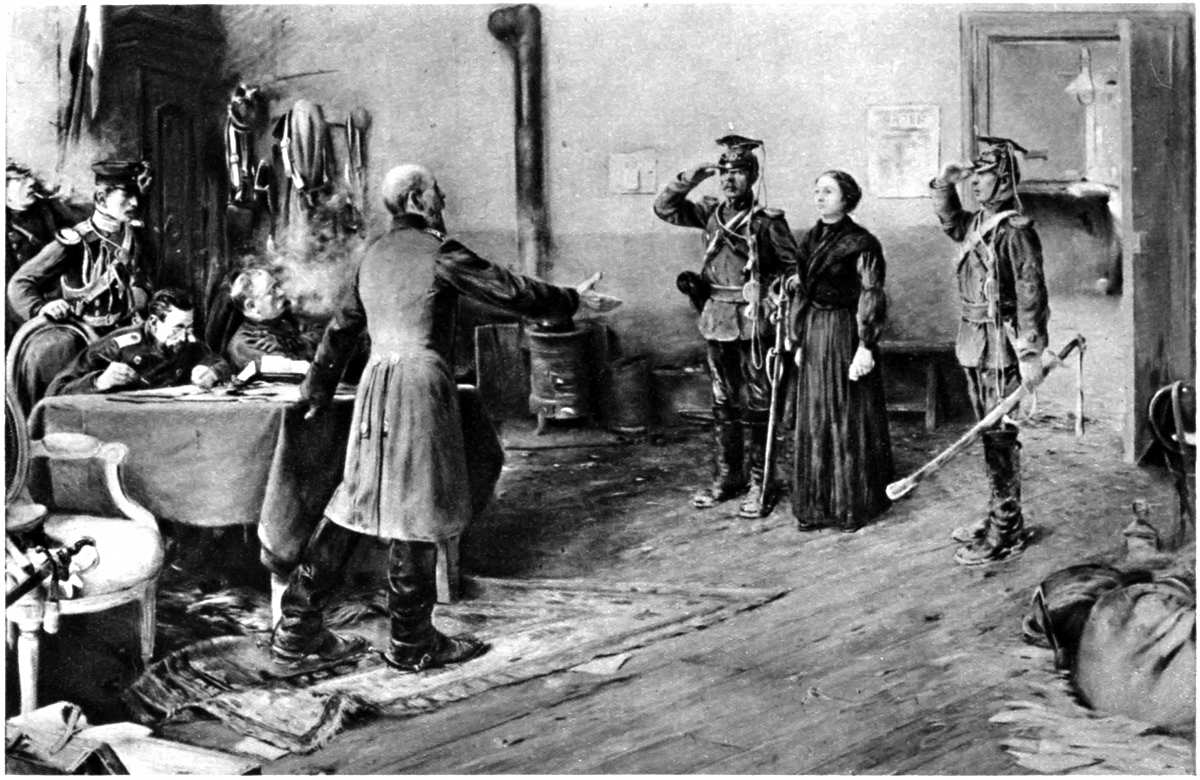
Juliette Dodu em 1870 por Ernest Jean Delahaye

## Ou uma mistificação?
Historicamente a actuação de Juliette Dodu parece ter sido exagerada a posteriori, ainda que existem certos factos reais.

O que parece seguro é que o decreto n.º 1942 de 8 de dezembro de 1870 concede-lhe uma menção honorable (a Juliette Dodu), bem como a outros 20 empregados e agentes do serviço telegráfico. Menção que, em 1877, foi transformada administrativamente em medalha de guerra.

Em 1873, Juliette Dodu é responsável pelo escritório de telégrafo de Enghien-les-Bains, onde conheceu ao diretor do periódico Figaro, Hippolyte de Villemessant. a 26 de maio de 1877 aparece nesse jornal a primeira versão conhecida da lenda de Dodu.

O Courrier du Loiret (jornal de Pithiviers) tem consagrado um enorme dossier sobre Juliette Dodu, em 1984 (uma cópia encontra-se na biblioteca de Bièvres). Segundo sua autora, a "esposa do marechal de France (o presidente Mac-Mahon) era uma feminista convencida. Não resulta impensável que o texto da nominación de Juliette Dodu à ordem da Legión de Honra tenha sido escrito devido a sua intervenção."
Esta teoria é examinada por Guy Breton em sua obra Lhes beaux mensonges de l'histoire (As bonitas mentiras da História), onde afirma que toda a história de Juliette Dodu não seria mais que uma fábula inventada pelo jornalista do Figaro que assinou como Jean de Paris num artigo da 26 de maio de 1877, que tratar-se-ia em realidade de seu diretor Hippolyte de Villemessant. E realmente não é até sete anos após a guerra franco-prussiana que se começa a falar de Juliette Dodu. Guy Breton cita em referência ao geral Aurelle de Paladines, comandante em chefe do exército do Loira, que não menciona para nada à heroína que supostamente teria salvado a seu exército. O tenente coronel Rousset, autor de uma História da guerra franco-alemã de 1870-1871 também não faz nenhuma referência a Juliette Dodu, ainda que em sua obra proporciona detalhes como a espessura da neve ou o estado do céu. Também não há referências no relatório de Steenackens, diretor de telégrafos da época, que descreve todos os actos de resistência dos seus empregados durante esta guerra.

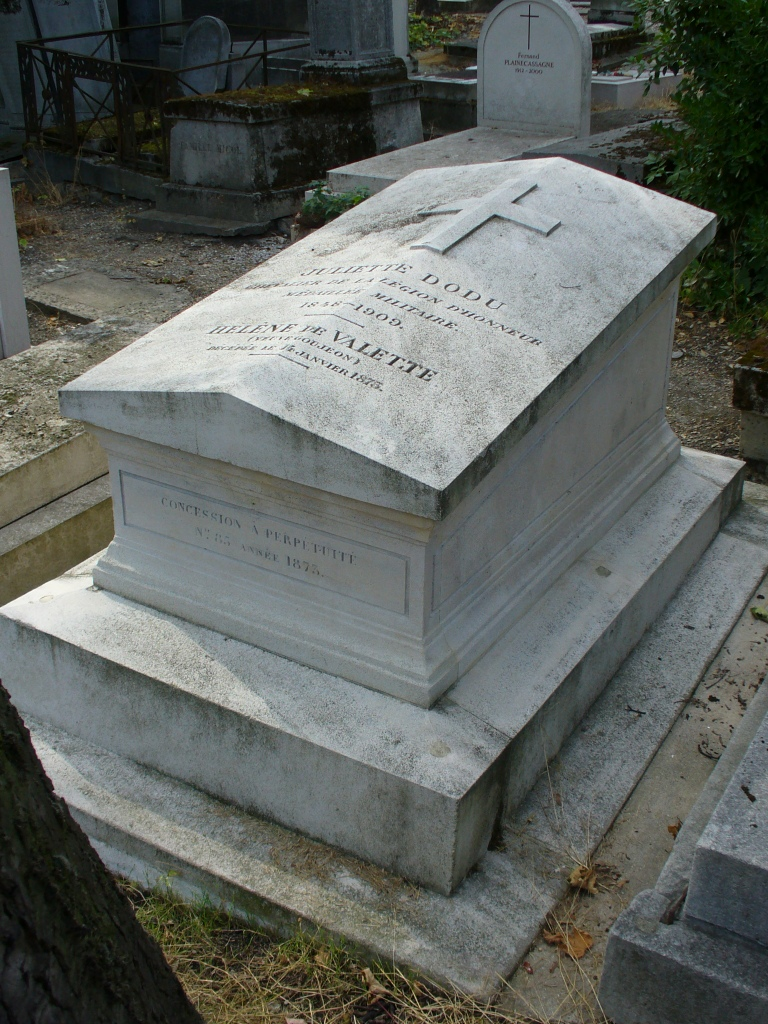
Tumba de Juliette Dodu

Guy Breton explica também as incoherencias deste relato épico; entre outras, que os prusianos teriam abandonado Pithiviers três semanas antes dos factos mencionados e a impossibilidade de compreender uma mensagem criptografada em alemão e transmitido em Morse para retransmitir a sua vez em francês sem erro. Isto não só supõe um grande conhecimento do alemão por parte de Juliette Dodu, sina também dos códigos militares dos prussianos. Ademais, em Pithiviers ninguém conhecia esses códigos.
Também não existe nenhuma evidência sobre a condenação a morte de Juliette Dodu nem de sua indulto. Todos estes dados levam a perguntar sobre a existência de uma possível mistificação por parte do jornalista Villemessant que obteve a Legião de Honra para uma falsa heroína numa época na que, justo após o período da Comuna de Paris (1871), França tinha perdido Alsácia e Lorena e o país precisava heróis e exemplos positivos.

### Homenagens
- Uma rua leva seu nome nas cidades de Paris, Le Havre, Montreuil e Saint-Denis na ilha de Reunião, onde um colégio público também leva seu nome em sua honra. Em Bièvres, lugar no que viveu, se levanta uma estátua em sua honra. Trata-se de uma obra da duquesa d'Uzes.

- A tumba de Juliette Dodu encontra-se no cemitério de Père-Lachaise, 28.ª divisão.
- Um selo postal de 0,56 € foi emitido no ano 2009 com motivo do aniversário dos 100 anos de sua morte.